# Chikka Hulikunte, Sira
Chikka Hulikunte là một làng thuộc tehsil Sira, huyện Tumkur, bang Karnataka, Ấn Độ.